# Bisbee (Arizona)
Bisbee é uma cidade localizada no estado americano do Arizona, no condado de Cochise, do qual é sede. Foi incorporada em 1902.
Esta cidade localizada a 10 milhas da fronteira mexicana foi uma cidade mineira. É possível visitar aí o Museu Mineiro.

## Geografia
De acordo com o United States Census Bureau, a cidade tem uma área de 13,4 km², onde todos os 13,4 km² estão cobertos por terra.

### Localidades na vizinhança
O diagrama seguinte representa as localidades num raio de 40 km ao redor de Bisbee. 

## Demografia
Segundo o censo nacional de 2010, a sua população é de 5 575 habitantes e sua densidade populacional é de 417,1 hab/km². Possui 3 284 residências, que resulta em uma densidade de 245,7 residências/km².